# مفتاح العمليات والإجراءات
مفتاح العمليات والإجراءات (بالألمانية: Operationen- und Prozedurenschlüssel) (ومختصره OPS، وفي عام 2008 و 2005: OPS-301) هو النسخة الألمانية المحورة من التصنيف الدولي للتداخلات الصحية (بالإنجليزية: International Classification of Health Interventions)‏ وهو التصنيف الرسمي للعمليات وسجل الأداء والأساس لمعاجلة المطالبات (لخدمات المرضى الراقدين للمجموعات المرتبطة بالتشخيص الألمانية أو G-DRG) للأطباء للألمان.
يقوم المعهد الألماني للتوثيق والمعلومات الطبية بتزويد أساس سنوي لـOPS.
ترميز التشفير الأول للمجموعات المرتبطة بالتشخيص لنسخة سارية من التصنيف الدولي للأمراض مطلوب. هذه المشكلة يمكن لمبرمج سريري مختص مدرب أن يدركها.